# Trois Étrangers (film, 1946)
Pour les articles homonymes, voir Trois Étrangers et Strangers.
Trois Étrangers (Three Strangers) est un film américain réalisé par Jean Negulesco, sorti en 1946.
Londres 1938. À la veille du nouvel an Chinois, une femme et deux hommes qui ne se connaissent pas invoquent une idole chinoise censée exaucer leur vœu commun de richesse au cours d'une cérémonie qui va bouleverser le cours de leurs existences respectives de façon radicale. Trois épisodes successifs raconteront les aléas et les dangers auxquels ils devront faire face avant de se retrouver pour le dénouement tragique de leurs aventures.

## Synopsis
Londres 1938. Crystal Shackleford attire séparément dans son appartement deux étrangers, Jerome K. Arbutny, gestionnaire de biens et Johnny West, un gentleman excessivement porté sur la bouteille, tous deux ayant cru passer une soirée galante en sa compagnie. C'est précisément le jour du Nouvel An chinois et elle leur explique que si trois étrangers formulent le même vœu à minuit, Kwan Yin, déesse chinoise de la fortune et du destin dont elle possède une statuette ramenée d'un voyage en Chine avec son mari, ce vœu sera exaucé.
Les deux hommes, mi sceptiques mi amusés, s'accordent avec elle pour demander de l'argent. Il permettra à Mrs. Shackleford de reconquérir son mari qui a fui loin d'elle au Canada, à Arbutny d'être accueilli au prestigieux Barrister's Club, et à Johnny d'acheter un bar. Les trois cosignent un billet de tirage au sort pour la course de chevaux du Grand National que Johnny West a acheté dix livres et dont il se fait rembourser la part des deux autres. Ils conviennent qu'ils ne vendront pas le billet s'il est tiré au sort, mais qu'ils le conserveront jusqu'à ce que la course se déroule et qu'ils se partageront les gains si leur cheval est vainqueur. Minuit sonne au carillon de Big Ben. Soudain, un courant d'air souffle la bougie, la déesse a semblé sourire avant que la pièce ne soit plongée dans le noir. Crystal rallume les lampes puis range le billet dans un petit tiroir intégré à l'idole. Ils se séparent mais le pacte qu'ils ont scellé les unit désormais.  
David Shackleford, le mari de Crystal est justement de retour du Canada cette nuit-là, lui annonçant qu'il a rencontré une autre femme, Janet, et qu'il veut l'épouser. Il lui demande donc le divorce, mais elle s'y refuse catégoriquement. Jalouse et malveillante, elle va le dénigrer auprès de son supérieur afin de faire échouer sa promotion administrative. Elle rencontre Janet, lui affirmant que David est toujours son amant et qu'elle est enceinte de ses œuvres. Celle-ci, éplorée et scandalisée, ajoute naïvement foi à ses mensonges et repart au Canada sans en avertir David.
Johnny West et Timothy Delaney, surnommé Gabby, se sont réfugiés dans une chambre de pension après leur participation à un vol raté qui a entraîné la mort d'un policier. Johnny, totalement ivre, n'en a conservé aucun souvenir. Le tueur et chef du trio, Bertram Fallon, est arrêté aussitôt après. Devant les juges, Icey Crane, une fille candide et connaissance de Fallon, commet un parjure afin de lui fournir un alibi. Malgré cela, elle tente d'aider Johnny à se sortir de ce piège, touchée par la façon dont il l'a traîtée, un mélange de douceur et de respect auquel elle n'était pas accoutumée. Lorsqu'un deuxième témoin est discrédité par l'accusation, Fallon avoue le vol mais rejette le meurtre du policier sur West et Gabby. Johnny est arrêté à son tour et condamné à mort, mais Gabby retrouve Fallon et le poignarde. Alors de mourir dans le train qui devait le conduire en prison, Fallon disculpe Johnny qui est libéré peu après.
Arbutny a spéculé sur des actions avec l'argent du fonds fiduciaire de Lady Rhea Belladon, une veuve excentrique qui dit pouvoir communiquer avec son époux décédé. Lorsque le cours des actions s'effondre et qu'il doit rembourser les sommes engagées, il imagine échapper à la ruine et au déshonneur en proposant à la veuve le mariage.  Ayant pris conseil auprès de son défunt mari, elle décline non seulement l'offre mais demande à consulter les livres des comptes. Arbutny ne voit plus d'autre issue que le  suicide. Il est sur le point de se tirer une balle dans le cœur lorsqu'il lit dans le journal qu'il a étalé sous ses pieds que leur ticket du Grand National a été tiré au sort.
Les trois étrangers se retrouvent dans l'appartement de Crystal. Arbutny veut à tout prix vendre sa part du billet afin de couvrir son forfait et échapper à un procès et à une condamnation. La course va être lancée dans quelques minutes et il a trouvé quelqu'un pour lui racheter sa part. Johnny y consent mais Crystal insiste pour s'en tenir à leur accord initial. Arbutny panique, s'emporte et, dans sa fureur, frappe Crystal avec la statue de Kwan Yin. Touchée à la tête, elle tombe ensanglantée.  Johnny abandonne son piano et se précipite vers elle. Arbutny lui demande si elle va bien. Il  lui répond : "Elle ne va pas bien, elle est morte".  A cet instant, la radio annonce que leur cheval est gagnant. Arbutny s'en réjouit mais Johnny fait remarquer que  leurs noms apposés sur le billet signent leur culpabilité et qu'il doit être détruit. Ils sortent de l'appartement mais Arbutny, affolé et submergé par l'émotion, avoue son geste meurtrier à un policier au milieu d'une foule attroupée autour de lui. Au même instant, David Shackleford qui a compris les odieuses manœuvres de sa femme pour briser sa nouvelle vie, entre dans l'appartement avec l'intention de la tuer mais découvre qu'elle est déjà morte.
Finalement, on retrouve Johnny au pub devant un verre d'alcool, songeur. Icey le rejoint, heureuse d'être libre à son tour. Il sort le ticket maudit de sa poche et commence à y mettre le feu. Icey veut arrêter son geste mais éclate de rire, lui avouant qu'elle avait cru un instant que c'était réellement le billet gagnant, tandis que le papier achève de se consumer.

## Fiche technique
- Titre : Trois Étrangers[1]
- Titre original : Three Strangers
- Réalisation : Jean Negulesco
- Scénario : John Huston, Howard Koch
- Musique : Adolph Deutsch
- Direction artistique : Max Parker, Ted Smith
- Décors : Clarence Steensen
- Montage : George Amy
- Photographie : Arthur Edeson
- Effets visuels : Edwin B. DuPar
- Durée : 92 minutes
- Pays d'origine :  États-Unis
- Genre : Film noir/Film policier
- Format : Noir et blanc
- Dates de sortie : 
  - États-Unis : 28 janvier 1946
  - France : 23 août 1957[1]

## Distribution
- Sydney Greenstreet : Jerome K. Arbutny
- Geraldine Fitzgerald : Crystal Shackleford
- Peter Lorre : Johnny West
- Joan Lorring : Icey Crane
- Robert Shayne : Bertram Fallon
- Marjorie Riordan : Janet Elliott
- Arthur Shields : Le procureur
- Rosalind Ivan : Lady Rhea Beladon
- John Alvin : Le jeune commis d'Arbutny
- Peter Whitney : Timothy Delaney surnommé Gabby
- Alan Napier : David Shackleford
- Clifford Brooke : Le commis âgé d'Arbutny
- Doris Lloyd : Mme Proctor
- Creighton Hale : Un homme au pub
- Holmes Herbert : Sir Robert, le supérieur de David
- Sam Harris : Un magistrat
- Olaf Hytten : Un gardien de prison
- Colin Kenny : Alfred, le barman du Blue Crown
- Ian Wolfe : Gillkie, un avocat

## Remake
En 1964, Georges Lautner réalise Des pissenlits par la racine, reprenant la trame principale de Trois Étrangers (le ticket gagnant dans la poche du mort) pour son fil conducteur. Le personnage de Jerome K. Arbutny garde son prénom et devient Jérôme Martinet.